# Paulsilvella
Paulsilvella Woelkerling, Sartoni & Boddi, 2002  é o nome botânico  de um gênero de algas vermelhas pluricelulares da família Corallinaceae, subfamília Lithophylloideae.

## Espécies
Apresenta 2 espécies taxonomicamente válidas:
- Paulsilvella antiqua (G.F. Elliott) Woelkerling, Sartoni & Boddi, 2002

= Lithothrix antiqua G.F. Elliott, 1982
- Paulsilvella huveorum Woelkerling, Sartoni & Boddi, 2002